# Kościół św. Stanisława w Kozielicach
Kościół świętego Stanisława Biskupa i Męczennika – rzymskokatolicki kościół parafialny należący do parafii pod tym samym wezwaniem (dekanat Banie archidiecezji szczecińsko-kamieńskiej).
Jest to świątynia wzniesiona w stylu późnogotyckim na planie prostokąta i powstała na przełomie XV i XVI wieku. Kościół został zbudowany z kamienia i cegły, jego ściany wzmocnione są przyporami. Zasadnicza część budowli powstała w późnym średniowieczu (ok. 1500 rok). W XVII wieku została dostawiona wieża. Wieża w dolnej części jest murowana, natomiast w górnej drewniana i zwieńczona jest ośmiokątną latarenką z barokowym dachem hełmowym i chorągiewką. Poważna zmiana miała miejsce w XIX wieku, kiedy to świątynia została przebudowana. Efektem przebudowy były zmiany wielu elementów architektury i wystroju kościoła, przez co utracił on dotychczasowy układ i wystrój. W czasie przebudowy została zbudowana absyda, która zakryła elementy ze średniowiecza. Część średniowiecznych detali architektonicznych została również otynkowana.
Od strony zachodniej znajduje się wieża świątyni z ryglówki z barokowym dachem hełmowym na szczycie. Z kolei od wschodniej strony znajduje się 10 blend, czyli płytkich wnęk w ścianie, zwieńczonych półostrymi i pełnymi łukami. W blendach znajdują się dekoracyjne wzory architektoniczne nazywane maswerkami, charakterystyczne dla sztuki gotyckiej.
Wnętrze świątyni ma wystrój w stylu późnego gotyku. Interesującymi elementami są chór muzyczny, prospekt organowy wykonany przez firmę Grüneberg w 1889 roku i ławki. Ciekawym sprzętem liturgicznym był kielich mszalny wykonany ze srebra, ozdobiony na uchwycie główkami aniołów. Dar ten został ofiarowany świątyni przez Jadwigę von Burgstorf, ale niestety nie zachował się do czasów współczesnych. Do początku lat 90. XX wieku wnętrze kościoła było ozdobione barokowym ołtarzem i amboną oraz malowidłami ściennymi - Pięcioma Braćmi Polskimi oraz Świętymi Polskimi, jednak elementy te także nie dotrwały do obecnych czasów.
Świątynia została poświęcona w dniu 21 sierpnia 1945 roku przez księdza Józefa Króla z Towarzystwa Chrystusowego i należał do parafii Tetyń. W 1974 roku przy świątyni została erygowana samodzielna parafia.